# Sanitarium
Sanitarium (в русской локализации «Шизариум») — компьютерная игра в жанре графического квеста, изданная в 1998 году компанией ASC Games, с использованием двухмерных бэкграундов в изометрической проекции и спрайтовых моделей.
Игра представляет собой психологический триллер. Главный герой игры Макс, выживает после автомобильной аварии, теряет память и попадает в больницу для душевнобольных. Его задача — вспомнить кто он такой и выяснить, почему он помещён в это медицинское учреждение. Игра поделена на 13 глав-локаций, различающихся по стилю и атмосфере; многие из локаций существуют лишь в воображении Макса и выстроены из его утраченных воспоминаний. По ходу развития сюжета Макс постепенно вспоминает, что он занимался изысканием лекарства от загадочной смертельной болезни, убивающей детей.

## Сюжет
Игра делится на 13 глав-уровней.
- Глава 1. Башня

Герой приходит в себя в психбольнице, в большой башне, каждый уголок которой (витражи на стеклах, обитатели) символизирует одну из важных сторон личности Макса — здесь мы видим символы последующих глав, на протяжении которых герой пройдет в своем подсознании сквозь ситуации, наполненные аллегорическими образами и символами из его прошлого. После непродолжительных диалогов с обитателями башни, каждый из которых также намекают на места, которые придётся посетить Максу, он находит ключ от статуи ангела, которая переносит его в город покинутых детей.
- Глава 2. Покинутые дети

Герой оказывается в маленьком городке с уродливыми детьми. Здесь герой вспоминает своё имя. Он вспоминает фрагменты своего несчастного детства, омрачённого потерей сестры, которую забрала страшная болезнь. В городе нет ни одного взрослого человека, но дети боятся ослушаться какой-то Мамочки, которая на самом деле оказывается ужасным инопланетным организмом. Разыскав Мамочку и освободив детей, герой переходит в следующую главу.
- Глава 3. Внутренний двор психбольницы

Макс снова в психбольнице, во внутреннем дворе. Он не понимает, что с ним происходит и уже готов поверить в то, что это реальность, а он — пациент. Он решает пару нехитрых головоломок, помогает духу фонтана и тот отправляет его дальше.
- Глава 4. Цирк дураков

Здесь главный герой, это маленькая девочка Сара, покойная сестра Макса. Макса мучает чувство вины за то, что он не смог найти игрушку-клоуна своей сестры, которую она у него просила в тот день, когда умерла (она мечтала ещё раз попасть в цирк). Здесь Макс пытается смоделировать осуществление последней просьбы сестры и представляет её в цирке, который, однако, совсем не весел, а полон отчаяния. Оказывается, все обитатели цирка, который после большого потопа оказался отрезанным от всего мира на небольшом острове, не могут его покинуть из за монстра-кальмара Игги — бывшего участника «Шоу уродов». После выполнения нескольких квестов, Саре удается покинуть остров через пещеру.
- Глава 5. Пещера

Короткая глава, только одна пещера. Здесь нужно победить монстра-кальмара, для того, чтобы пройти в особняк, где росли Сара и Макс.
- Глава 6. Особняк

Продолжая играть за Сару, игрок возвращается в прошлое, исследуя особняк, полный образов прошлого, восполняя потери памяти и наконец-то выполняет последнюю волю Сары.
- Глава 7. Лаборатория

Здесь снова предстоит играть за Макса. В этой главе выясняется настоящая работа доктора Моргана и обыгрывается дилемма: можно ли идти на бесчеловечные вещи ради мнимого блага. Герой распутывает головоломки и переходит дальше.
- Глава 8. Улей

Теперь героем становится четырёхрукий циклоп Гримуолл — герой любимой истории из детства Макса. Место действия — огромный живой организм, внутри которого он находится. Продолжается тема о том, можно ли строить свой успех на страданиях других.
- Глава 9. Морг и кладбище

Герой снова Макс, исследует морг и прилегающее к нему кладбище, общается с обитателями.
- Глава 10. Заброшенная деревня

Новый герой — священный воин богов Ольмек. Герой мифологии, исследованием которой Макс занимался во время своих путешествий (в попытке воспользоваться опытом древних цивилизаций в лечении загадочной болезни). Место действия — заброшенная деревня ацтеков. Герой противостоит богу Кетцалькоатлю, который представлен озлобленным и кровожадным существом.
- Глава 11. Лабиринт

Игрок продолжает играть за каменного Ольмека, которому нужно найти выход из лабиринта.
- Глава 12. Испытание

Это локация представляет собой смесь из всех предыдущих глав. Здесь придётся применить способности всех персонажей, которых использовал игрок. Макс словно пытается составить мозаику из аллегорических обрывков своего прошлого, чтобы вновь обрести себя.
- Глава 13. Последняя игра

В этой главе игроку предстоит последнее сражение — с собственным подсознанием, которое не дает герою вернуться к реальной жизни. Максу предстоит преодолеть самого себя, чтобы смириться с утратами своего прошлого и найти в себе силы, чтобы жить дальше.

## Персонажи
Всего в игре около ста персонажей, но главными можно назвать лишь пятерых:
- Макс Лаутон — учёный и врач. Главный герой игры, который попадает в автомобильную аварию. Все действие игры происходит в его разуме.
- Сара — сестра Макса, которая умерла, когда была ещё совсем маленькой. Её цель найти игрушечного клоуна. В игре она является протагонистом в 4, 5 и 6 главах, и также частично в 12 главе.
- циклоп Гримуолл — рожден сознанием Макса из его детских комиксов. Пытается сорвать заговор жуков и Громны против расы циклопов. Управляемый персонаж в 8 главе, и снова частично в 12 главе.
- священный воин Ольмек — рожден сознанием Макса из детских игрушек. Боги поручили Ольмеку остановить бога Кецалькоатля, желающего получить власть над миром. Игрок управляет им в 10 и 11 главах, и частично в 12.
- доктор Морган — коллега Макса и главный злодей в игре, подстроил автокатастрофу, в которую попал Макс. Позже пытался его убить. В мире циклопов предстаёт как учёный-предатель Громна, в мире ацтеков как бог Кетцалькоатль.

## Разработка
Создатели игры отметили в интервью журнала Game.EXE, что на атмосферу и дизайн игры повлияли фильмы «Город потерянных детей», «Лестница Иакова», «Полёт над гнездом кукушки», и «Именно так зло и происходит» (по роману Рэя Брэдбери «И духов зла явилась рать»):

Мы пытались понять: что каждому из нас нравится в играх, а что раздражает? От этого логически пришли к вопросу «А что мы любим и не любим в кино, в телевидении?» Мнений была куча, но в конце концов мы выделили четыре фильма, которые и оказали самое большое влияние на сюжет нашей игрушки. Бесспорно фаворитом стала «„Лестница Иакова“» — на нас всех произвели впечатление «странненький» сюжет и такой неожиданный, шокирующий конец. Ещё нам нравилось, что фильм получился таким страшным, хотя в нём совсем нет крови. «Город потерянных детей» — тоже фильм, основанный на бреде, и здесь нас привлек не только сюжет, но и потрясающая оформительская и операторная работа. Создавая «население» «Санитариума», мы думали о разработки характеров в «Полёте над гнездом кукушки»; наконец, на создание «циркового» уровня нас вдохновил фильм «Именно так зло и приходит».
— http://questzone.ru/articles/7.php

## Критика
| Сводный рейтинг       | Сводный рейтинг |
| Агрегатор             | Оценка          |
| --------------------- | --------------- |
| GameRankings          | 83,22 %         |
| Русскоязычные издания |                 |
| Издание               | Оценка          |
| «Игромания»           | · 9,3/10        |

Игра получила в целом положительные отзывы, игровые издания отметили хорошо переданную атмосферу хоррора, но критиковали «Sanitarium» за несложные задачи и неудобное управление. Общая оценка от игрового сайта MobyGames — 81 из 100.